# Транспортное агентство Баку
Бакинское транспортное агентство (азерб. Bakı Nəqliyyat Agentliyi) — агентство, созданное при Кабинете Министров Азербайджанской Республики с целью обеспечить безопасное, бесперебойное движение транспортных средств и пешеходов на территории города Баку.

## История
Агентство создано указом Президента АР от 21.12.2015г..

## Деятельность
Агентство осуществляет контроль и регулирование в области пассажирских перевозок, принимает участие в организации дорожного движения, обеспечивает централизованное управление потоками трафика, внедряет системы интеллектуального управления транспортом, а также обеспечивает развитие в области пассажирских перевозок.